# Landhuis Blauwhuis
Het Landhuis Blauwhuis is een landhuis in de tot de West-Vlaamse gemeente Wingene behorende plaats Wildenburg, gelegen aan Beernemsteenweg.

## Geschiedenis
Omstreeks 1528-1580 werd een kasteeltje gebouwd door Jan Wyts. In 1577 was sprake van een "upperhuus staende up Bulscamp velt, leen wezende, rontomme bewatert, ende tnederhof metten huusages daer up staende". Ofwel, een omgracht opperhof met neerhof. In 1640 was Georges Ferdinand Wyts de eigenaar, deze liet het verder vergroten. 
In 1641 werd het kasteel door Sanderus afgebeeld in Flandria Illustrata. Dit toont een breedhuis en een diephuis op een L-vormige plattegrond. In 1727 werd het goed verkocht aan Jan Jacques van Hoenacker, die advocaat was.

## Beschrijving
Het hoofdgebouw is gelijk aan de afbeelding uit 1641; een breedhuis van vijf traveeën met twee bouwlagen en een verhoogde begane grond. Het leien zadeldak is gevat tussen twee trapgevels. De dwarsvleugel staat loodrecht op het hoofdgebouw. Een oude tuinaanleg is deels in stand gebleven evenals de toegang met sierlijk hekwerk.